# Andrzej Skrzydlewski
Andrzej Skrzydlewski (Ksawerów, 3 novembre 1946 – Ksawerów, 28 maggio 2006) è stato un lottatore polacco, specializzato nella lotta greco-romana.

## Palmarès

### Olimpiadi
- 1 medaglia:
  - 1 bronzo (Montréal 1976 nei pesi massimi)